# پولور
پولور (به انگلیسی: Polur) یک منطقهٔ مسکونی در هند است که در تامیل‌نادو واقع شده‌است. پولور ۵۵٬۰۰۰ نفر جمعیت دارد و ۱۷۱ متر بالاتر از سطح دریا واقع شده‌است.